# TAME
TAME o TAME EP Linea Aérea del Ecuador (estilizada como tame),  fue una aerolínea con bandera ecuatoriana, con base en Quito, Ecuador. Fue fundada el 17 de diciembre de 1962, bajo el nombre de Transportes Aéreos Militares Ecuatorianos. El 19 de mayo de 2020, debido al impacto en la aviación de la pandemia de enfermedad por coronavirus de 2019-2020, la compañía, que ya venía atravesando dificultades financieras, fue declarada en proceso de liquidación por el presidente Lenín Moreno.

## Historia

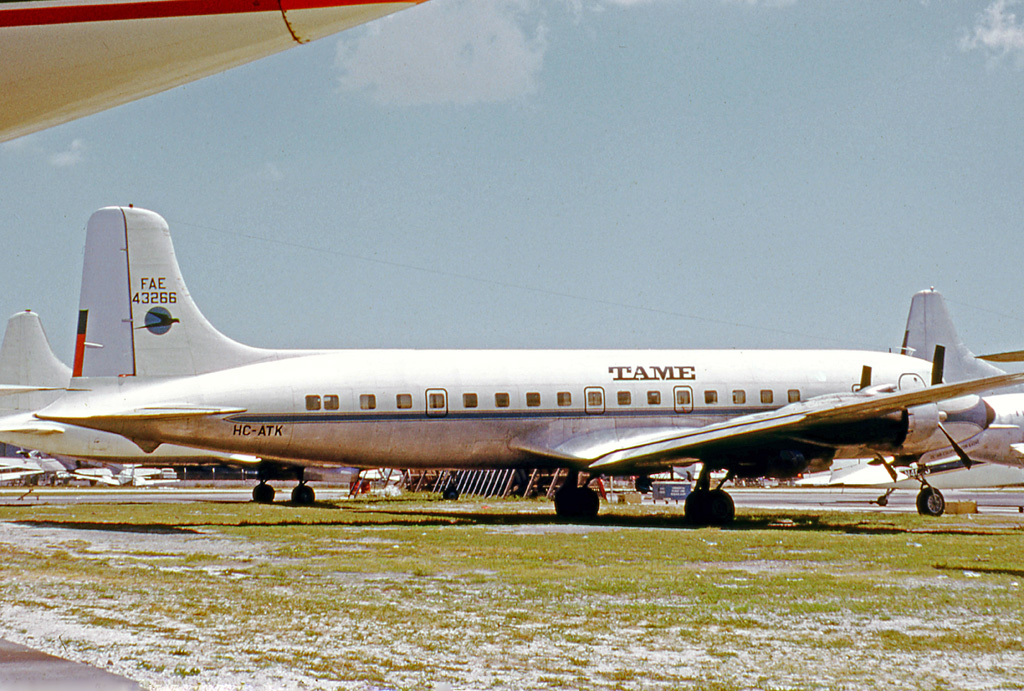
Douglas DC-6B en Miami en 1972

Su creación se debe al Coronel Luis A. Ortega que realizó una propuesta formal de crear una aerolínea. Lo hizo a través del proyecto de tesis de grado para ascender de Capitán a Mayor, tesis en la cual planteó el esquema organizativo, los costos de operación, las rutas y los objetivos a cubrirse. Esta propuesta tuvo el total respaldo del Coronel Guillermo Freile Posso, quien dio la autorización para la creación de TAME. "Nuestras metas siempre fueron ambiciosas, trabajar con mística y dedicación para situarla como la más importante aerolínea", fueron las palabras de Ortega.
En diciembre de 1962 se iniciaron las operaciones aéreas de TAME. El primer vuelo fue comandado por el teniente coronel Teodoro Malo Moscoso en la ruta Quito - Esmeraldas - Bahía - Manta - Guayaquil - Cuenca - Quito. Los pilotos de la FAE, Luís A. Ortega, Héctor Granja, Eduardo Sandoval, Alfredo Barreiro, Oswaldo Lara, Julio Espinosa, Teodoro Malo y José Montesinos realizaron los vuelos inaugurales de TAME el 4 de diciembre de 1962.
En sus inicios la atención al pasajero era precaria; la aerolínea no contaba con infraestructura adecuada ni personal capacitado para atender al pasajero, TAME realizó las primeras operaciones aéreas domésticas con aviones Douglas C-47. Años más tarde incorpora aviones Douglas DC-3 y Douglas DC-6, en las rutas Quito-Guayaquil.
En 1970 adquiere dos aeronaves HS-748 Avro, ante el crecimiento de la demanda en los años 70 se ve en la necesidad de comprar 4 aeronaves más Lockheed L-188 Electra, tetramotores, las cuales le permiten dar un salto importante en su desarrollo y capitalizar los recursos necesarios para seguir creciendo a futuro, ya que además de invertir en aeronaves, TAME inició procesos de capacitación a sus empleados sobre atención al pasajero.
Los L-188 Electra pertenecieron previamente a Ecuatoriana de Aviación, la desaparecida aerolínea de bandera que tuvo el Ecuador, estas aeronaves ofrecían mayor comodidad al pasajero ya que eran mucho más modernas que las anteriores, TAME seguía avanzando en su proceso de mejoras.
Para finales de la década del 70 y principios de los años 80 TAME integró a su flota de aviones tres Boeing 727-100. Hacia mediados de los años 80 y hasta 1992, continuó con su expansión interna hacia ciudades como Manta, Cuenca, Esmeraldas y las Islas Galápagos; los valores recaudados en las rutas operadas por la aerolínea, hacen posible la adquisición de cuatro Boeing 727-200. Entre 1986 y 1999 incorpora a su flota tres Fokker F28 Fellowship series 2000 y 4000.

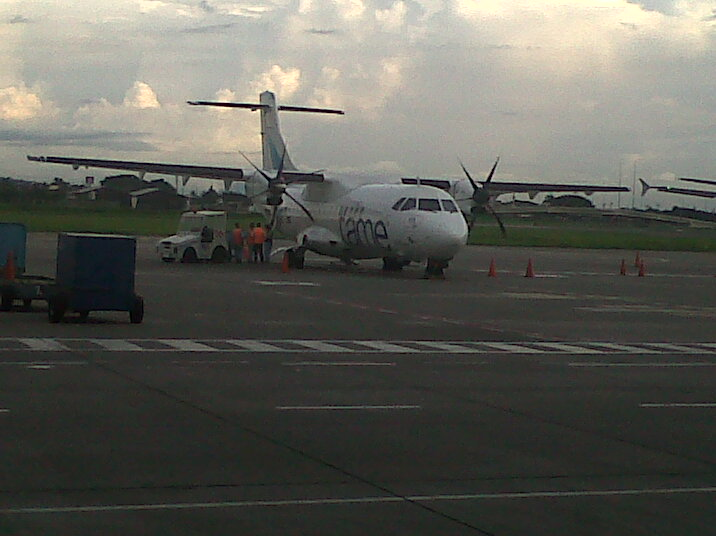
ATR 42-500 de TAME en la pista del aeropuerto de Guayaquil

En 1992 la aerolínea empezó a operar vuelos de conexión para Air France y Lufthansa entre Quito y Bogotá, En diciembre de 1998, la aerolínea alquiló un Boeing 757-200 que le permitió enfrentar la demanda del mercado del nuevo milenio. En diciembre de 1992 los gobiernos de Ecuador y Colombia suscribieron el Convenio de Integración Fronteriza y establecieron la frecuencia de Quito-Tulcán-Cali, Cali-Tulcán-Quito; posteriormente en 2009 se cambió la ruta por Quito-Esmeraldas-Cali y Cali-Esmeraldas-Quito, lo que constituye un aspecto de gran importancia en la expansión de rutas para el crecimiento de TAME. 
TAME, inició en el año 2000. un proyecto de renovación de su flota. Su primer paso se materializó con la incorporación de dos aviones Airbus A320 arrendados por un periodo de 5 años, y que fueron entregados en la planta de ensamblaje de la corporación europea, en Tolousse. Estas aeronaves operaban únicamente en las rutas entre Quito, Guayaquil y Galápagos, su operación se inició el día 24 de septiembre del 2003. Con la incorporación de los Airbus A320 se inició el proceso gradual de retiro de los Boeing 727-100 y 200, por haber cumplido su tiempo de vida útil.
Luego de un largo proceso de 35 meses, TAME, logró completar el 75% del proyecto de renovación de su flota de aeronaves. Este largo período comprendido 10 meses de estudios, análisis y comparaciones entre varios tipos de aviones con las características requeridas; para cubrir las difíciles rutas que cubre la empresa. Estudios que llevaron a que su directorio decida adquirir 2 aviones de la serie 170/190 fabricados por Embraer. Los 25 meses siguientes fueron necesarios para dar cumplimiento a todas las disposiciones legales aplicables a la aerolínea estatal.
En el año 2006 Ecuatoriana de Aviación desaparecía del mercado lo cual abría mucho más las puertas de TAME hacia su expansión. En marzo de 2006 se compran dos aviones Embraer ERJ-170, un avión Embraer ERJ-190 en junio del 2006, así como el arribo de dos aviones Embraer ERJ-190 adicionales en el mes de diciembre del 2007 y los 3 Airbus A320-233, 1 Airbus A319 que ya disponía, la aerolínea contaba con 9 aeronaves nuevas. Para un mercado que poseía una disminución de la oferta debido al cierre de Ecuatoriana de Aviación.
En el año 2008, los A320 fueron devueltos al lessor, dado el incremento del costo del alquiler de las aeronaves, recibiendo en reemplazo otros dos Airbus A320 en sustitución a los devueltos. Uno de los aviones fue devuelto en el primer semestre del año, mientras que el segundo en el segundo semestre. El 25 de agosto de 2008, se incorporó a la flota un Airbus A319, para aumentar la capacidad de la flota de TAME. Mientras que en el mes de octubre, se recibió un Airbus A320 que reemplaza al segundo A320 original. En el 2009, TAME decidió renovar su imagen, por eso decidió trabajar en un extenso programa de branding corporativo, junto a las agencias LA FACULTAD y ALMA. El 25 de agosto de 2009, TAME recibe su nuevo Airbus A320 con el que termina su plan de renovación de flota, este Airbus A320 fue el primero con el nuevo logotipo de TAME.

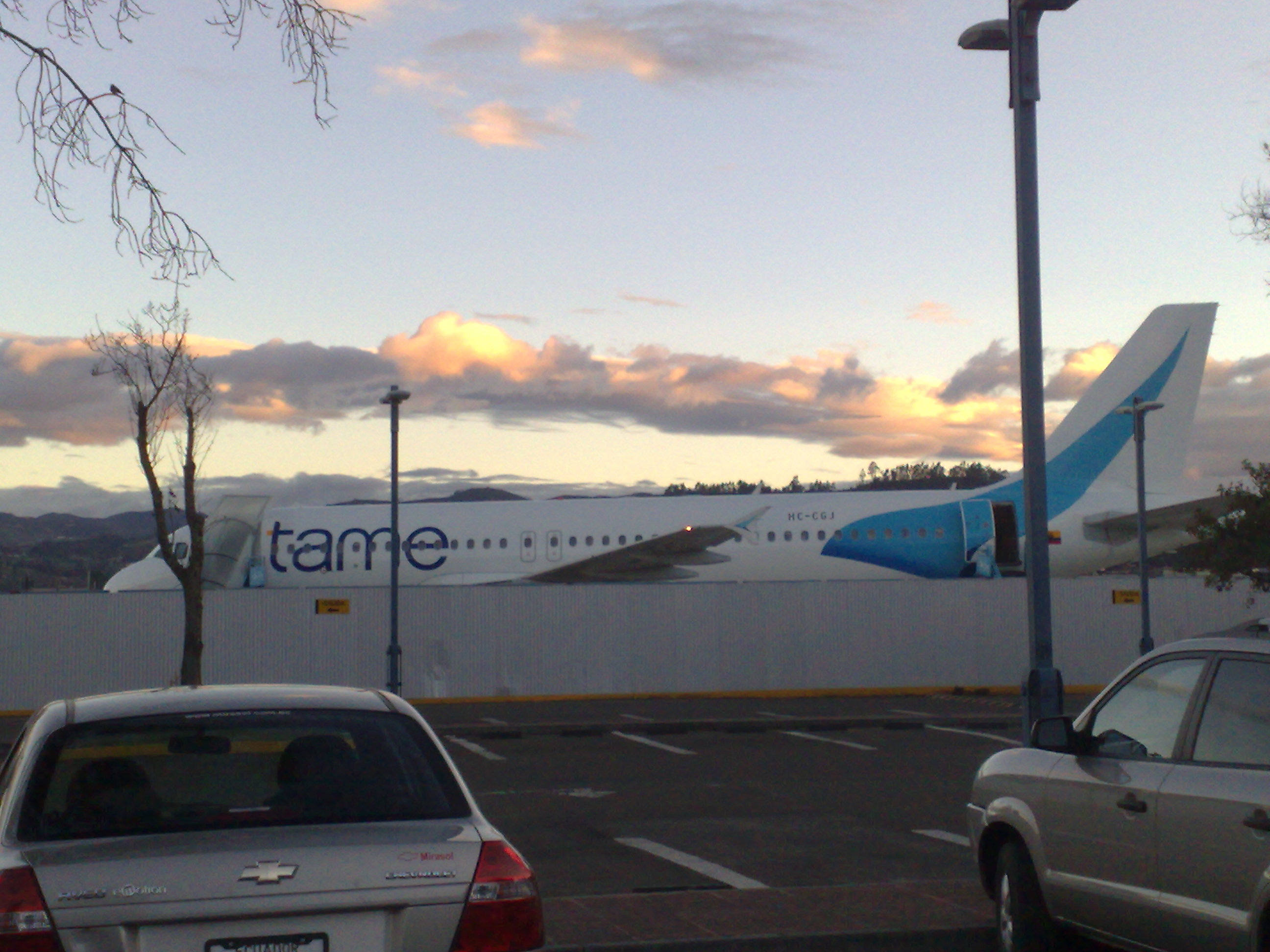
Airbus A320 con los nuevos colores de TAME estacionado en el Aeropuerto Mariscal Lamar en Cuenca, Ecuador

En 2010 Tame inicia nuevas rutas internacionales desde Quito hacia (Bogotá, Caracas, Lima, Panamá, Buenos Aires y La Habana). El 22 de junio de 2011 durante la Exposición de París-Le Bourget TAME anunció la compra de 3 aeronaves ATR 42-500. Con estas aeronaves, TAME quería aportar conexiones aéreas a algunas regiones aisladas del país y ayudar a alimentar los principales aeropuertos nacionales, ubicados en Quito y en Guayaquil.
En 2013, TAME incorporó su primer Airbus A330 para cubrir la ruta (Guayaquil-Nueva York) inicialmente y actualmente (Quito-Nueva York). El mismo año TAME inauguró una nueva ruta entre Quito y Sao Paulo; además, se incorporaron 3 Quest Kodiak para las rutas en la amazonia del país. En 2015 TAME inició una nueva ruta entre (Quito y Fort Lauderdale), posterior inauguró la ruta (Guayaquil a Fort Lauderdale).
En su momento, TAME contó con la flota más grande del país y fue la aerolínea que cubrió la mayor demanda de destinos: desde Quito, 9 destinos nacionales y 4 internacionales; y desde Guayaquil, 5 destinos nacionales y 3 internacionales.
En septiembre de 2019 se conoció, tras una revisión de los contratos de arrendamiento de aeronaves por parte de la Contraloría, que TAME supuestamente perdió 16,2 millones de dólares norteamericanos entre septiembre de 2015 y diciembre de 2018, con Aercap Leasing 946 Limited, Aircraft 949 Statutory Trust y Genesis China Leasing 1 Limited. Por una mala gestión y constante rotación de personal, Tame incumplió aspectos técnicos y económicos de los tres contratos, costándole la suma arriba mencionada.
Estos últimos acontecimientos ahondaron la crisis empresarial que la aerolínea ecuatoriana se encontraba atravesando, la cual fue el reflejo desmedido de los intereses políticos, en el año 2011 se realizó un cambio en la empresa, pasando a ser designada Empresa Pública "EP", pero la mala gestión de los gobiernos de turno, especialmente la de Lenín Moreno, provocó su liquidación el 19 de mayo de 2020, mediante el Decreto Ejecutivo 1061.

### Inicio de operaciones internacionales
TAME empezó a realizar vuelos chárter desde el año 1974. Los acuerdos comerciales logrados por TAME con otras líneas, operadoras turísticas como Decamerón, Havanatour, Vía América, entre otras, han permitido realizar un sinnúmero de vuelos. Entre los años 92 y 95 y por el acuerdo alcanzado con las aerolíneas Lufthansa y Air France. TAME realizó vuelos en la ruta Quito - Bogotá- Quito, transportando pasajeros que viajaban a Europa. Durante un año (94-95), operó conjuntamente con Saeta hacia las ciudades de Santiago de Chile y Buenos Aires.

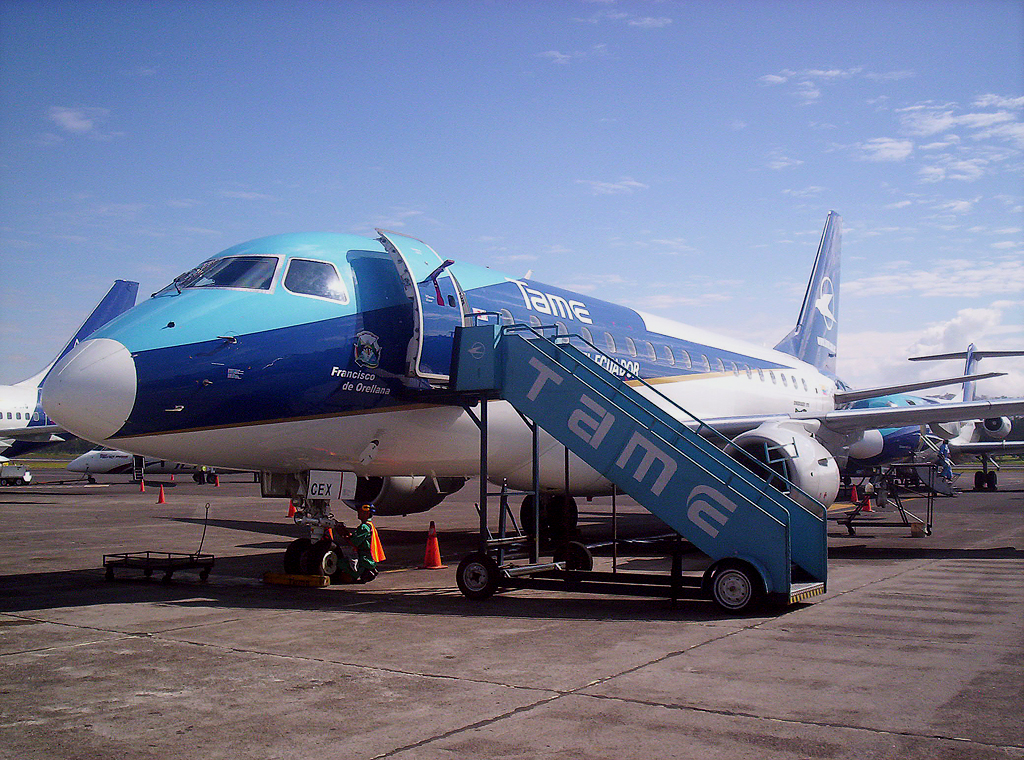
Embraer ERJ-170 de TAME en el Antiguo Aeropuerto Internacional Mariscal Sucre de Quito.

## Logotipo
El logotipo de TAME ha ido evolucionando, el logotipo inicialmente simbolizaba, el vuelo de un ave con el sol como fondo, este solía estar ubicado siempre en la cola de las aeronaves, su creador fue el Coronel Luis A. Ortega, y significó el logotipo inicial de la aerolínea.
En el 2009, TAME decidió renovar su imagen, por eso decidió trabajar en un extenso programa de branding corporativo, junto a las agencias LA FACULTAD y ALMA. Este programa integra todos los procesos de experiencia proyección de marca, desde los más pequeños como un sticker, hasta los más grandes como los aviones; será implementado paulatinamente. La renovación de la línea gráfica estuvo a cargo de la agencia de publicidad La Facultad, quienes conceptualizaron la nueva insignia, como la representación de un ave en pleno vuelo que va en ascensión, el ave es de color celeste el cual reemplazó al anterior azul oscuro, simbolizando la renovación de la flota de la aerolínea. 

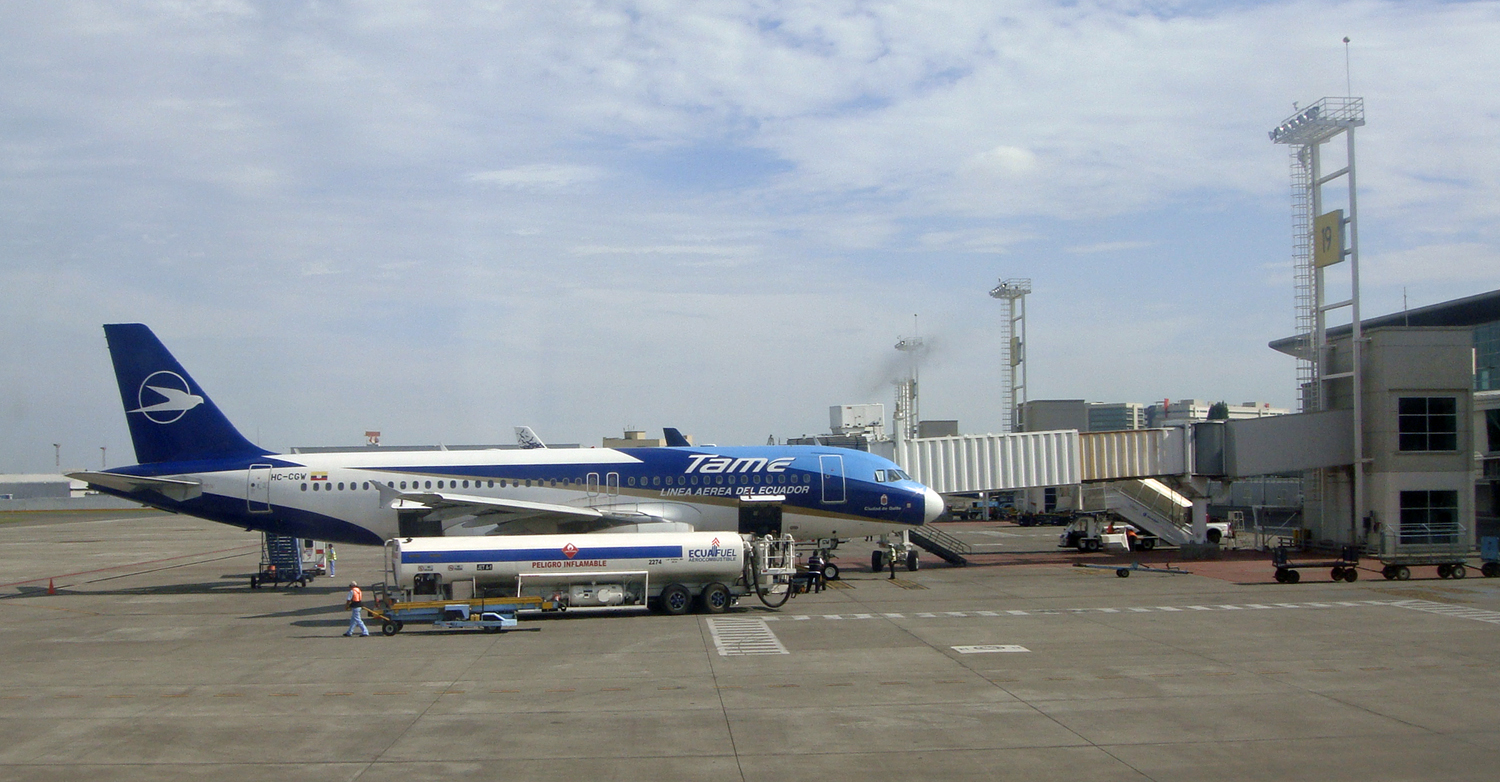
Airbus A320 con los antiguos colores de TAME en el Aeropuerto Internacional José Joaquín de Olmedo, en Guayaquil, Ecuador.

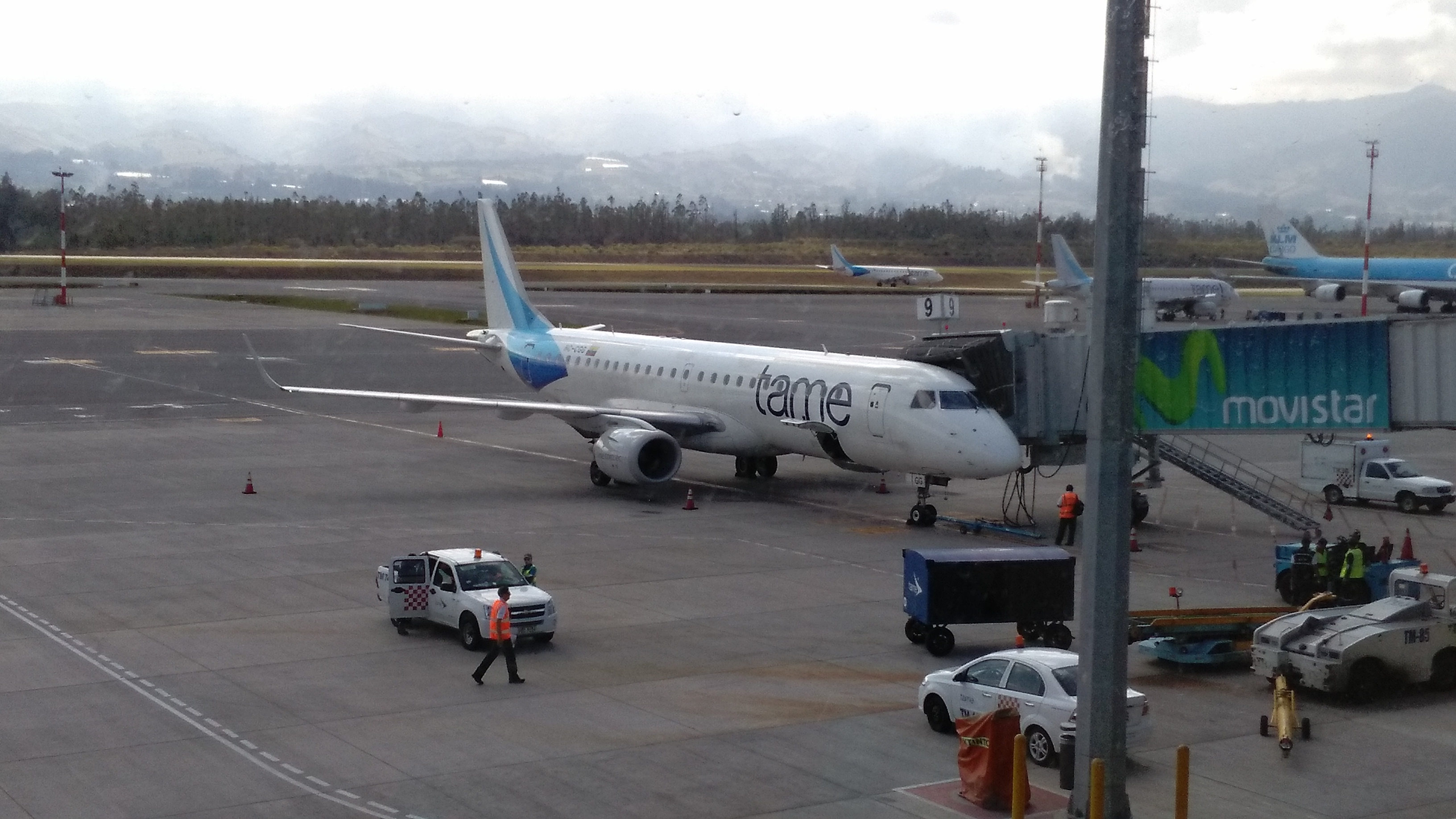
TAME Embraer 190

## Antigua flota
| Aeronave                             | Número | Introducido | Retirado | Matrículas                                                                                           | Notas                                      |
| ------------------------------------ | ------ | ----------- | -------- | --- | ------------------------------------------ |
| Airbus A319                          | 4      | 2008        | 2020     | HC-CMO, HC-COF, HC-CMP y HC-CGT                                                                      |                                            |
| Airbus A320                          | 8      | 2003        | 2020     | HC-CGJ, HC-CID, HC-COE, HC-CDY, HC-CDZ, HC-CGW, HC-COC y HC-CPB                                      |                                            |
| Airbus A330-200                      | 2      | 2013        | 2019     | HC-COH y TC-LNB                                                                                      |                                            |
| ATR 42                               | 3      | 2011        | 2020     | HC-CLT, HC-CMH y HC-CMB                                                                              | HC-CLT y HC-CMH operaron para TAME Express |
| Beech 200 King Air                   | 1      | 1980        | 1981     | HC-BHG. En el accidente de este avión murió el entonces presidente de Ecuador, Jaime Roldós Aguilera |                                            |
| Boeing 727-100                       | 3      | 1984        | 2006     | HC-BLV, HC-BLF y HC-BLE                                                                              |                                            |
| Boeing 727-200                       | 6      | 1980        | 2008     | HC-BHM, HC-BRI, HC-BSC, HC-BZR, HC-BSU y HC-BZS                                                      |                                            |
| Boeing 737-200                       | 1      | 1981        | 1983     | HC-BIG                                                                                               |                                            |
| Boeing 757                           | 1      | 1999        | 1999     | XA-RLM                                                                                               |                                            |
| De Havilland Canadá DHC-6 Twin Otter | 3      | 1975        | 1984     | HC-BAV, HC-BAX y HC-BCG                                                                              |                                            |
| Douglas DC-3/C-47                    | 11     | 1962        | 1977     | HC-AUV, HC-AUZ, HC-AUY, FAE11775, HC-AVC, HC-AUR, HC-AUX, TAM-01, HC-AUP, HC-AUS y TAM-28            |                                            |
| Douglas DC-6                         | 4      | 1963        | 1974     | HC-AJF (re-reg. HC-ATK), HC-APF, HC-AVH y FAE43564                                                   |                                            |
| Embraer E-170                        | 2      | 2005        | 2015     | HC-CEX y HC-CEY                                                                                      |                                            |
| Embraer E-190                        | 5      | 2006        | 2020     | HC-CEZ, HC-CGF, HC-CGG, HC-COY y HC-COX                                                              |                                            |
| Fokker F28                           | 3      | 1985        | 2009     | HC-BMD, HC-BZU y HC-CEH                                                                              |                                            |
| Hawker Siddeley HS 748               | 5      | 1970        | 1996     | HC-AUK, HC-AUD, HC-AUE, HC-BAZ y HC-BEY                                                              |                                            |
| Lockheed C-130 Hércules              | 1      | 1977        | 1982     | HC-BEF                                                                                               |                                            |
| Lockheed L-188 Electra               | 6      | 1974        | 1989     | HC-ANQ, HC-AMS, HC-AZJ, HC-AZL, HC-AZT y HC-AZY                                                      |                                            |
| Quest Kodiak 100                     | 3      | 2014        | 2020     | HC-CPE, HC-CPF y HC-CPG                                                                              | Operaron para TAME Amazonía                |

## Antiguos destinos
Los destinos operados por la aerolínea fueron:
| Destinos                 | Aeropuertos                                     | Año de cese | Notas                   |
| ------------------------ | ----------------------------------------------- | ----------- | ----------------------- |
| Ambato, Tungurahua       | Aeropuerto Chachoan                             | ??          | Operó desde UIO         |
| Baltra, Galápagos        | Aeropuerto Seymour                              | 2020        | Operó desde GYE y UIO   |
| Catamayo, Loja           | Aeropuerto Ciudad de Catamayo                   | 2020        | Operó desde GYE y UIO   |
| Cuenca, Azuay            | Aeropuerto Internacional Mariscal La Mar        | 2020        | Operó desde GYE y UIO   |
| El Coca, Orellana        | Aeropuerto Francisco de Orellana                | 2020        | Operó desde UIO y LTX   |
| Esmeraldas, Esmeraldas   | Aeropuerto Coronel Carlos Concha Torres         | 2020        | Operó desde GYE y UIO   |
| Guayaquil, Guayas        | Aeropuerto Internacional José Joaquín de Olmedo | 2020        | HUB secundario          |
| Ibarra, Imbabura         | Aeropuerto Atahualpa                            | 2011        | Operó desde GYE         |
| Lago Agrio, Sucumbíos    | Aeropuerto de Nueva Loja                        | 2020        | Operó desde UIO         |
| Latacunga, Cotopaxi      | Aeropuerto Internacional Cotopaxi               | 2016        | Operó desde GYE y OCC   |
| Macas, Morona Santiago   | Aeropuerto Coronel Edmundo Carvajal             | 2016        | Operó desde UIO vía TNW |
| Machala, El Oro          | Aeropuerto General Manuel Serrano               | 2009        | Operó desde GYE y UIO   |
| Manta, Manabí            | Aeropuerto Internacional Eloy Alfaro            | 2020        | Operó desde UIO         |
| Shell Mera, Pastaza      | Aeropuerto Río Amazonas                         | 2019        | Operó desde UIO         |
| Portoviejo, Manabí       | Aeropuerto Reales Tamarindos                    | 2011        | Operó desde GYE y UIO   |
| Quito, Pichincha         | Aeropuerto Internacional Mariscal Sucre         | 2020        | HUB                     |
| Riobamba, Chimborazo     | Aeropuerto Chimborazo                           | ??          | Operó desde UIO         |
| Salinas, Santa Elena     | Aeropuerto General Ulpiano Páez                 | 2018        | Operó desde UIO         |
| Santa Rosa, El Oro       | Aeropuerto Internacional de Santa Rosa          | 2018        | Operó desde UIO         |
| San Vicente, Manabí      | Aeropuerto Los Perales                          | 1996        | Operó desde UIO         |
| San Cristóbal, Galápagos | Aeropuerto de San Cristóbal                     | 2020        | Operó desde GYE y UIO   |
| Sucúa, Morona Santiago   | Aeropuerto de Sucúa                             | ??          | Operó desde UIO         |
| Tena, Napo               | Aeropuerto Jumandy                              | 2016        | Operó desde UIO         |
| Tulcán, Carchi           | Aeropuerto Teniente Coronel Luis A. Mantilla    | 2014        | Operó desde UIO         |

| Países         | Destinos          | Aeropuertos                                         | Año de cese | Notas                                                   |
| -------------- | ----------------- | --------------------------------------------------- | ----------- | ------------------------------------------------------- |
| Argentina      | Buenos Aires      | Aeropuerto Internacional Ministro Pistarini         | 2016        | Operó desde UIO                                         |
| Brasil         | Manaos            | Aeropuerto Internacional Eduardo Gomes              | 2008        | Operó desde GYE y UIO                                   |
| Brasil         | São Paulo         | Aeropuerto Internacional de São Paulo-Guarulhos     | 2016        | Operó desde GYE, UIO y LIM                              |
| Chile          | Santiago de Chile | Aeropuerto Internacional Arturo Merino Benítez      | 2016        | Operó desde UIO                                         |
| Colombia       | Bogotá            | Aeropuerto Internacional El Dorado                  | 2019        | Operó desde GYE y UIO                                   |
| Colombia       | Cali              | Aeropuerto Internacional Alfonso Bonilla Aragón     | 2020        | Operó desde UIO (vía TUA 1992-2009 y vía ESM 2009-2020) |
| Cuba           | La Habana         | Aeropuerto Internacional José Martí                 | 2018        | Operó desde UIO                                         |
| Estados Unidos | Nueva York        | Aeropuerto Internacional John F. Kennedy            | 2019        | Operó desde GYE y UIO                                   |
| Estados Unidos | Fort Lauderdale   | Aeropuerto Internacional Fort Lauderdale-Hollywood  | 2020        | Operó desde GYE y UIO                                   |
| Panamá         | Ciudad de Panamá  | Aeropuerto Internacional de Tocumen                 | 2014        | Operó desde GYE y UIO                                   |
| Perú           | Lima              | Aeropuerto Internacional Jorge Chávez               | 2019        | Operó desde GYE y UIO                                   |
| Venezuela      | Caracas           | Aeropuerto Internacional de Maiquetía Simón Bolívar | 2018        | Operó desde UIO (vía BOG)                               |

## Hangar
En el Aeropuerto Internacional Mariscal Sucre, en la ciudad de Quito, TAME mantenía un amplio espacio para el mantenimiento de sus aviones. A este lugar ingresaban los aviones que requerían inspecciones de rutina o atención a problemas de carácter mecánico, electrónico, reparaciones de ingeniería, modificación interna, cambio de motores, etc.

## Accidentes e incidentes
- El 6 de septiembre de 1969, dos Douglas DC-3 (matriculados FAE4341 y FAE1969) fueron secuestrados por trece personas armadas que atacaron a las tripulaciones de las aeronaves. Tras parar para repostar en Tumaco (Colombia), Ciudad de Panamá (Panamá) y Kingston (Jamaica) los aviones finalmente aterrizaron en el Aeropuerto Internacional Antonio Maceo de Santiago de Cuba. Los secuestradores dijeron a los pasajeros que los secuestros fueron en represalia por la muerte de varios estudiantes en mayo de 1969 durante disturbios antigubernamentales en la Universidad de Guayaquil en Ecuador, durante el gobierno de Velasco Ibarra.[8][9]
- El 12 de septiembre de 1971, un Douglas DC-3 (HC-AUX) se estrelló en el Cerro de Hojas, próximo a Portoviejo, Manabí. No se conocen más detalles, pero la aeronave quedó destruida.[10]
- El 1 de febrero de 1975, otro Douglas DC-3 (HC-AUR) quedó destruido cerca o en el aterrizaje en el antiguo Aeropuerto Internacional Mariscal Sucre. No se conocen más detalles, pero la aeronave quedó destruida.[11]
- El 20 de enero de 1976, un Hawker Siddeley HS 748 (HC-AUE) se estrelló poco después de despegar del Aeropuerto Ciudad de Catamayo de Loja, en ruta hacia Guayaquil. Murieron 34 de sus 42 ocupantes.[12]
- El 2 de septiembre de 1980, un De Havilland Canada DHC-6 Twin Otter (HC-BAV) se estrelló, sin pérdidas humanas, tras salirse de una pista de aterrizaje cerca del volcán Illiniza.[13]
- El 22 de mayo de 1981, otro De Havilland Canada DHC-6 Twin Otter (HC-BAX/FAE-457) se estrelló, matando a sus 18 ocupantes, contra una montaña cerca de Zumba (Zamora Chinchipe). El mismo día una Beechcraft Super King Air se estrelló cerca de Macará (Loja) con el entonces presidente ecuatoriano Jaime Roldós Aguilera a bordo.[14]
- El 11 de julio de 1983, Accidente aéreo de Cuenca, minutos antes de aterrizar en el aeropuerto Mariscal La Mar de Cuenca, procedente de Quito, un Boeing 737-200 (HC-BIG) se estrelló, siendo éste el peor accidente de la aviación ecuatoriana, ocasionando la muerte de 119 pasajeros y tripulantes a bordo. El informe final sobre el accidente atribuyó la causa del mismo a la falta de experiencia de vuelo de la tripulación en este tipo de aeronave.[15]
- El 24 de noviembre de 1984, un De Havilland Canada DHC-6 Twin Otter (HC-BCG/FAE-446) se estrelló contra una colina muy próxima a la frontera con Perú, mientras volaba de Loja a Zumba. Sus 14 ocupantes perecieron en el siniestro.[16]
- El 23 de junio de 1987, un Hawker Siddeley HS 748 (HC-BAZ) se salió de la pista al aterrizar en el Aeropuerto de Nueva Loja, proveniente de Quito. No hubo víctimas, pero la aeronave quedó destruida.[17]
- El 12 de septiembre de 1988, un Lockheed L-188 Electra (HC-AZY) salió a la pista del Aeropuerto de Nueva Loja, dirección a Quito, con un motor inoperativo. Al intentar despegar el otro motor se incendió y el avión se salió de la pista y explotó. Sus 7 ocupantes murieron.[18]
- El 4 de septiembre de 1989, otro Lockheed L-188 Electra (HC-AZY) despegó de Quito con destino al Aeropuerto Teniente Coronel Luis A. Mantilla de Tulcán (Carchi). Al aterrizar el tren delantero no se desplegó y el avión sufrió daños de consideración, pero ninguno de sus 99 ocupantes murieron.[19]
- El 20 de abril de 1998, el vuelo 422 de TAME, un Boeing 727-200 (HC-BSU) con itinerario Bogotá-Quito, fletado por la aerolínea Air France para trasladar a Quito a sus pasajeros procedentes de París, se estrelló contra el cerro El Cable minutos después de despegar del Aeropuerto Internacional El Dorado, muriendo 43 pasajeros y 10 tripulantes. La causa del accidente se debió al mal clima imperante en aquel momento y al error humano, ya que la tripulación no realizó el viraje inmediato después del despegue según las cartas de procedimiento de salida, en su lugar continuó en línea recta hasta impactarse contra el cerro El Cable, al este de Bogotá.[20]
- El 14 de enero del 2000, un Hawker Siddeley HS 748 (HC-BEY) sufrió un accidente mientras rodaba por el Aeropuerto Internacional de Guayaquil, al chocar las hélices contra un grupo electrógeno de tierra. Las hélices penetraron el fuselaje, pero no hubo víctimas mortales.[21]
- El 17 de julio de 2001, un Fokker F28 Fellowship (HC-BMD) sufrió un colapso del tren de aterrizaje izquierdo al tomar tierra en el Aeropuerto Teniente Coronel Luis A. Mantilla de Tulcán (Carchi), proveniente de Quito. No hubo víctimas.[22]
- El 28 de enero de 2002, el vuelo 120 de TAME, un Boeing 727-100 de registro HC-BLF, despegó del Aeropuerto Mariscal Sucre con destino Tulcán y posteriormente Cali, minutos antes de aterrizar en Tulcán, se perdió el contacto con la aeronave. El avión colisionó contra el cerro el Cumbal en territorio colombiano pereciendo 94 sus ocupantes a bordo. El error humano fue el causante del accidente, ya que en la aproximación final, realizó el último viraje a una velocidad mayor a la permitida, chocando contra la montaña.[23]
- El 17 de enero de 2003, un Fokker F28 (HC-BMD) aborta el despegue y se sale de la pista del Antiguo Aeropuerto Internacional Mariscal Sucre de Quito, sin víctimas que lamentar.[24]
- El 16 de septiembre de 2011, el vuelo 148 de TAME, un Embraer ERJ190 procedente de Loja con 97 pasajeros y 6 tripulantes se sale de la pista del Antiguo Aeropuerto Internacional Mariscal Sucre de Quito, sin víctimas que lamentar. Según versiones de los testigos del accidente esto se produjo porque el comandante debido a la prisa que tenía, que se había evidenciado en el embarco de pasajeros en Loja donde además no se respetó el número de los asientos y pese a que la torre de control le advirtió de las malas condiciones, este decidió aterrizar haciéndolo cerca de la mitad de la pista, aunque otra teoría es un posible fallo en el sistema de frenos. Independientemente de la causa, el resultado fue que el avión no pudo detenerse a tiempo y se salió de la pista, llegando a salirse incluso del área de seguridad del aeropuerto. El avión siniestrado no pudo volver a volar y además 11 de los pasajeros recibieron atención médica por los golpes recibidos.[25][26][27][28][29]
- El 28 de abril de 2016, el vuelo 173 de TAME, un avión Embraer ERJ190, se salió de la pista al momento del aterrizaje en el Aeropuerto Mariscal Lamar de la ciudad de Cuenca, sin reportar heridos graves.[30][31][32][33]